# Néstor Vidrio
Néstor Vicente Vidrio Serrano (Guadalajara, Jalisco, 22 de marzo de 1989) es un futbolista mexicano, juega como defensa central o lateral derecho y su equipo actual es el Venados FC de la Liga de Expansión MX.

## Trayectoria

### Atlas Fútbol Club
Forjado en las fuerzas básicas del Atlas Fútbol Club, debutó en la Primera División de México el 9 de febrero de 2008 en un duelo que los Rojinegros perdieron 0-2 ante el Club Deportivo Guadalajara. 
Jugó la Copa Libertadores de América de 2008 teniendo una actuación destacada al ganarle a equipos como Colo-Colo y Boca Juniors. Fueron eliminados en la fase final del torneo por Boca Juniors.

### Club de Fútbol Pachuca
Tras grandes actuaciones en Atlas, y al ser seleccionado nacional, el Club de Fútbol Pachuca, adquiere sus servicios, siendo el primer refuerzo para el Clausura 2012 comprando su carta al Atlas, la transacción fue de 2 millones de Dólares.

### Club Deportivo Guadalajara
Para el Draft Apertura 2013 llega al Club Deportivo Guadalajara en compra definitiva procedente del Pachuca Club de Fútbol a cambio del futbolista Luis Ángel Morales, la transacción fue de 4 millones de dólares.

### Dorados de Sinaloa
Tras no tener buenos torneos en Chivas y casi sin tener minutos de juego, pasa a Préstamo con Dorados de Sinaloa con opción a compra por 1 año, siendo el tercer refuerzo de cara al Apertura 2015, con el fin de que el equipo recién ascendido se mantenga en Primera División.

### Fútbol Club Juárez
Sin conseguir equipo en la Primera División y haber descendido con Dorados de Sinaloa y ya que el equipo no hizo válida la compra por el jugador, en el Draft Ascenso MX, el Fútbol Club Juárez, se hace de sus servicios con permiso de Chivas, dueño de su carta, a Préstamo por 1 año con opción a compra.

### Cimarrones de Sonora
El 15 de diciembre del 2016 se anuncia que pasa a ser parte de los Cimarrones de Sonora para el Torneo Clausura 2017 del Ascenso Bancomer MX a préstamo por 1 año con opción a compra.

### Leones Negros
El 15 de diciembre de 2017 se anuncia su fichaje con el equipo de la Universidad de Guadalajara.

### Club Puebla
Para la Clausura 2019 es fichado como refuerzo por el Club Puebla

## Selección nacional

### Sub-22
Debuta con la Selección Sub-22 el 11 de junio de 2011 contra Venezuela por Luis Fernando Tena.
En julio de 2012 fue incluido en la lista de 18 jugadores que representaron a México en el Torneo de Fútbol Masculino de los Juegos Olímpicos de Londres 2012.

### Participaciones en Juegos Olímpicos
| Copa                             | Sede        | Resultado      |
| -------------------------------- | ----------- | -------------- |
| Juegos Olímpicos de Londres 2012 | Reino Unido | Medalla de oro |

## Palmarés

### Campeonatos internacionales
| Título                      | Equipo           | País           | Resultado      | Año  |
| --------------------------- | ---------------- | -------------- | -------------- | ---- |
| Preolímpico de Concacaf     | Selección Sub-22 | Estados Unidos | Campeón        | 2012 |
| Torneo Esperanzas de Toulon | Selección Sub-22 | Francia        | Campeón        | 2012 |
| Juegos Olímpicos            | Selección Sub-23 | Londres        | Medalla de oro | 2012 |